# Dragomirești-Deal
Dragomirești-Deal – wieś w Rumunii, w okręgu Ilfov, w gminie Dragomirești-Vale. W 2011 roku liczyła 2669 mieszkańców.